# Metjka (distrikt i Bulgarien, Pleven, Obsjtina Pleven)
Metjka (bulgariska: Мечка) är ett distrikt i Bulgarien.   Det ligger i kommunen Obsjtina Pleven och regionen Pleven, i den centrala delen av landet, 150 km nordost om huvudstaden Sofia.
Trakten runt Metjka består till största delen av jordbruksmark. Runt Metjka är det ganska tätbefolkat, med 144 invånare per kvadratkilometer.